# Мелодический минор
Мелодический минор — разновидность минорного лада, в которой (по сравнению с натуральным минором), повышены на полтона VI и VII ступени.
Звукоряд мелодического минора имеет строение: ТПТ + Т + ТТП (где Т — диатонический целый тон, П — диатонический полутон), то есть состоит из дорийского и ионийского тетрахордов, соединённых диацевктически (через целый тон). С точки зрения Родов интервальных систем принадлежит к структурам миксодиатонического типа.
Наряду с мелодическим минором существует мелодический мажор. Мелодические лады в верхней половине имеют особую мелодичность, мягкость, протяженность, неразрывная связанность нот в одну певучую мелодию. Именно из-за этого эффекта такой лад и получил название «мелодического».

При нисходящем движении гамму мелодического минора нередко заменяют более естественно звучащей в данном случае гаммой натурального минора, отчего постепенно чуть ли не повсеместно укоренилось ошибочное представление о том, что структура мелодического минора именно такова (то есть различается в зависимости от направления движения). Подобная трактовка мелодического минора встречается даже в некоторых учебниках по теории музыки (например: Павлюченко С. Элементарная теория музыки. М. — Л., 1946; Вахромеев В. Элементарная теория музыки. М., 1966). Однако это неверно, ибо в данном случае — при нисходящем движении — происходит просто подмена (но не более того!) одного вида минора другим, а именно: мелодического — натуральным, что делается с целью ослабления восходящей направленности тяготений VII и VI повышенных ступеней.
— Мясоедов А. Н., Алексеев Б. К. Элементарная теория музыки